# Heian dai shogi
Heian dai shogi (tiếng Nhật: 平安大将棋 'cờ tướng lớn thời Heian') là một biến thể bàn cờ lớn ban đầu của shogi (cờ Nhật Bản) vì nó được chơi vào thời Heian. Cùng một tài liệu vào thế kỷ 12 mô tả hình thức shogi thời Heian cũng mô tả biến thể này. Thật không may, mô tả này không cung cấp đủ thông tin để thực sự chơi trò chơi, nhưng điều này đã không ngăn được mọi người cố gắng tái tạo lại hình thức sơ khai của shogi này. Một bản tái tạo khá hoàn chỉnh và có thể chơi được sẽ được phác thảo ở đây.

## Luật chơi

### Mục tiêu
Mục tiêu của trò chơi là chiếu hết quân Vua của đối thủ hoặc bắt tất cả các quân cờ khác, để lại một mình quân Vua của đối thủ trên bàn cờ. Không giống như shogi tiêu chuẩn, các quân cờ có thể không được thả lại vào bàn cờ sau khi bị bắt.

### Thiết lập trò chơi
Hai người chơi, Đen và Trắng (hoặc 先手 sente và 後手 gote), chơi trên một bàn cờ được chia thành một lưới gồm 13 hàng và 13 cột với tổng số 169 ô vuông. Các ô vuông không bị phân biệt bằng cách đánh dấu hoặc màu sắc.
Mỗi người chơi có một bộ 34 quân cờ hình nêm thuộc 13 loại khác nhau. Tổng cộng, người chơi phải nhớ 13 cách di chuyển khác nhau. Các quân cờ có kích thước hơi khác nhau. Từ lớn nhất đến nhỏ nhất (mạnh nhất đến yếu nhất, cho mỗi bên), chúng là:
- 1 Vua
- 2 Phi long
- 2 Kim tướng
- 2 Ngân tướng
- 1 Hoành hành
- 2 Đồng tướng
- 2 Thiết tướng
- 2 Mãnh hổ
- 2 Bôn xa
- 1 Chú nhân
- 2 Quế mã
- 2 Hương xa
- 13 Bộ binh

Nhiều tên tiếng Việt được chọn để tương ứng với các từ tương đương thô trong cờ vua phương Tây, thay vì là bản dịch của các tên quân cờ Nhật Bản.
Mỗi quân cờ có tên của nó dưới dạng hai chữ kanji được viết trên mặt của nó. Ở mặt sấp của mỗi quân cờ (không phải Vua và Kim tướng) là một hoặc hai ký tự khác, thường có màu khác (ví dụ: đỏ thay vì đen); mặt sấp này được lật lên để chỉ ra rằng quân cờ đã được phong cấp trong khi chơi. Các quân cờ của hai bên không khác nhau về màu sắc, mà thay vào đó, mỗi quân cờ có hình nêm và hướng về phía trước, về phía đối diện. Điều này cho thấy ai là người điều khiển quân cờ đó trong khi chơi.

### Thiết lập bàn cờ
| 13    | 12    | 11    | 10    | 9     | 8     | 7     | 6     | 5     | 4     | 3     | 2     | 1     |       |
| ----- | ----- | ----- | ----- | ----- | ----- | ----- | ----- | ----- | ----- | ----- | ----- | ----- | ----- |
| 香 車 | 桂 馬 | 鉄 将 | 銅 将 | 銀 将 | 金 将 | 玉 将 | 金 将 | 銀 将 | 銅 将 | 鉄 将 | 桂 馬 | 香 車 | 一    |
| 奔 車 | 飛 龍 |       |       | 猛 虎 |       | 横 行 |       | 猛 虎 |       |       | 飛 龍 | 奔 車 | 二    |
| 歩 兵 | 歩 兵 | 歩 兵 | 歩 兵 | 歩 兵 | 歩 兵 | 歩 兵 | 歩 兵 | 歩 兵 | 歩 兵 | 歩 兵 | 歩 兵 | 歩 兵 | 三    |
|       |       |       |       |       |       | 注 人 |       |       |       |       |       |       | 四    |
|       |       |       |       |       |       |       |       |       |       |       |       |       | 五    |
|       |       |       |       |       |       |       |       |       |       |       |       |       | 六    |
|       |       |       |       |       |       |       |       |       |       |       |       |       | 七    |
|       |       |       |       |       |       |       |       |       |       |       |       |       | 八    |
|       |       |       |       |       |       |       |       |       |       |       |       |       | 九    |
|       |       |       |       |       |       | 注 人 |       |       |       |       |       |       | 十    |
| 歩 兵 | 歩 兵 | 歩 兵 | 歩 兵 | 歩 兵 | 歩 兵 | 歩 兵 | 歩 兵 | 歩 兵 | 歩 兵 | 歩 兵 | 歩 兵 | 歩 兵 | 十 一 |
| 奔 車 | 飛 龍 |       |       | 猛 虎 |       | 横 行 |       | 猛 虎 |       |       | 飛 龍 | 奔 車 | 十 二 |
| 香 車 | 桂 馬 | 鉄 将 | 銅 将 | 銀 将 | 金 将 | 玉 将 | 金 将 | 銀 将 | 銅 将 | 鉄 将 | 桂 馬 | 香 車 | 十 三 |

Mỗi bên đặt quân cờ của mình vào các vị trí như hình dưới đây, hướng quân cờ về phía đối phương.
- Hàng gần người chơi nhất:
  - Vua được đặt trong cột trung tâm.
  - Hai quân Kim tướng được đặt trong các cột kế cận Vua.
  - Hai quân Ngân tướng được đặt liền kề với mỗi quân Kim tướng.
  - Hai quân Đồng tướng được đặt liền kề với mỗi quân Ngân tướng.
  - Hai quân Thiết tướng được đặt liền kề với mỗi quân Đồng tướng.
  - Hai quân Quế mã được đặt liền kề với mỗi quân Thiết tướng.
  - Hai quân Hương xa được đặt ở các góc, liền kề với quân Quế mã.
- Ở hàng thứ hai gần người chơi nhất
  - Quân Thụ hành đứng cùng cột với vua
  - Quân Mãnh hổ đứng cùng cột với các quân Ngân tướng
  - Quân Phi long đứng cùng cột với các quân Quế mã
  - Quân Bôn xa đứng cùng cột với các quân Hương xa
- Ở hàng thứ ba gần người chơi nhất, mười ba quân Bộ binh được lấp đầy hàng thứ ba
- Ở hàng thứ tư gần người chơi nhất, một quân Chú nhân được đặt cùng cột với quân Hoành hành

### Lối chơi
Hai người chơi luân phiên thực hiện từng nước đi, Đen đi trước. (Các quân cờ không phân biệt theo màu sắc; thuật ngữ cờ vua truyền thống "Đen" và "Trắng" chỉ được sử dụng để biểu thị ai chơi trước và để phân biệt các bên trong khi thảo luận trò chơi.) Một nước đi bao gồm việc di chuyển một quân đến một ô vuông trống trên bàn cờ hoặc đến một ô vuông bị chiếm bởi một quân cờ của đối thủ, do đó sẽ bắt giữ quân cờ đó, và loại nó khỏi bàn cờ; và tùy ý phong cấp quân cờ, nếu quân di chuyển của nó đi vào vùng phong cấp.

### Di chuyển và ăn quân
Một quân cờ đối lập bị bắt bằng cách thế chỗ: Nghĩa là, nếu một quân cờ di chuyển đến một ô vuông bị quân đối phương chiếm giữ, quân cờ đó sẽ bị thế chỗ và bị loại bỏ khỏi bàn cờ. Một quân cờ không thể di chuyển đến một ô vuông do quân của mình chiếm giữ, tức là bởi một quân cờ khác của người chơi đang thực hiện nước đi kế tiếp điều khiển.
Mỗi quân cờ trên trò chơi di chuyển theo một quy luật đặc trưng. Các quân cờ di chuyển theo phương trực giao (nghĩa là tiến, lùi, trái hoặc phải, theo hướng của một trong các nhánh của dấu cộng, +) hoặc theo đường chéo (theo hướng của một trong các nhánh của dấu nhân, ×). Quế mã là một ngoại lệ ở chỗ nó không di chuyển theo đường thẳng.
Nếu một quân cờ không thể rút lui hoặc di chuyển sang một bên thì nó sẽ phía trước trên bàn cờ cho đến khi không thể di chuyển được nữa, quân cờ đó phải được phong cấp. Điều này áp dụng cho Bộ binh, Huơng xa và Quế mã khi đạt đến hàng xa nhất.
Một số quân cờ có khả năng thực hiện một số kiểu chuyển động, với kiểu chuyển động thường xuyên nhất tùy thuộc vào hướng di chuyển của chúng. Các hạng mục chuyển động là:

#### Di chuyển từng ô một
Một số quân cờ chỉ di chuyển một ô vuông tại mỗi nước đi. (Nếu quân cờ của mình chiếm một ô vuông liền kề, quân cờ này có thể không di chuyển theo hướng đó; nếu quân cờ của đối thủ ở đó, nó có thể bị thế chỗ và bị loại bỏ khỏi bàn cờ.)
Các quân di chuyển theo kiểu này là Vua, các quân Tướng, Mãnh hổ, Chú nhân, và mười ba con Bộ binh của mỗi bên.

#### Nhảy đến ô vuông không liền kề
Quế mã có thể nhảy, nghĩa là nó có thể vượt qua bất kỳ quân cờ nào xen vào, của cả hai bên, mà không ảnh hưởng đến quân cờ của cả hai.

#### Di chuyển không giới hạn ô
Nhiều quân cờ có thể di chuyển bất kỳ số ô vuông trống nào dọc theo một đường thẳng hoặc đường chéo, chỉ giới hạn bởi cạnh của bàn cờ. Nếu một quân cờ của đối thủ xen vào, nó có thể bị bắt bằng cách di chuyển đến ô vuông đó và loại bỏ nó khỏi bàn cờ. Quân cờ di chuyển theo kiểu này phải dừng lại ở nơi nó bắt được, và không thể nhảy qua một quân cờ đang cản đường của nó. Nếu một quân cờ của cùng bên chen vào, quân cờ đang di chuyển bị giới hạn trong khoảng cách dừng ngắn hơn quân cờ xen kẽ; nếu quân đó đứng liền kề, thì hoàn toàn không thể di chuyển theo hướng đó.
Các quân cờ di chuyển theo kiểu này là Phi long, Hoành hành, Bôn xa và Hương xa

### Phong cấp
Khu vực phong cấp của người chơi bao gồm ba hàng xa nhất, ở hàng ban đầu của quân Bộ binh của đối thủ và xa hơn nữa (nghĩa là lãnh thổ của đối thủ lúc thiết lập bàn cờ). Nếu một quân cờ đến được khu vực phong cấp, bao gồm cả việc di chuyển vào, ra hoặc di chuyển trong khu vực, thì người chơi đó có thể chọn phong cấp quân cờ đó vào cuối lượt. Việc phong cấp được thực hiện bằng cách lật quân cờ lại sau khi nó di chuyển, để lộ tên của quân cờ được phong cấp.. Các ký tự ghi trên mặt sau của quân cờ để chỉ cấp bậc phong cấp có thể viết bằng mực đỏ. Phong cấp không bắt buộc nếu quân chưa được phong cấp có thể tiến xa hơn ở lượt sau và trong một số trường hợp, việc bỏ lại quân không được phong cấp có thể có lợi; tuy nhiên, có thể có những hạn chế về việc liệu quân cờ đó có thể phong cấp lại sau này hay không. (Quy tắc trong chu shogi sau này sẽ luôn cho phép phong cấp trên các quân cờ thực hiện bất kỳ nước đi nào đi vào vùng phong cấp, nhưng sẽ chỉ cho phép phong cấp một quân cờ nếu quân cờ đó thoát ra khỏi vùng phong cấp và sau đó vào lại được vùng phong cấp đó.) trở lại hàng ban đầu của họ.
Phong cấp một quân cờ có tác dụng thay đổi cách di chuyển của quân cờ đó cho đến khi nó bị loại bỏ khỏi bàn cờ. Nội dung phong cấp như sau:
- Vua hoặc Kim tướng không thể thăng cấp, cũng như các quân cờ đã được thăng cấp khác.
- Phi long, sau khi được phong cấp sẽ được giữ lại cách di chuyển, ăn quân của mình, và có thể di chuyển, ăn quân như quân Vua
- Tất cả các quân cờ khác, sau khi được phong cấp sẽ mất đi cách di chuyển, ăn quân hiện tại của mình, và nhận được cách di chuyển, ăn quân của Kim tướng

### Bảng di chuyển của từng quân cờ
| Mô tả |                                                                         |
| ○     | Đi đến một trong tám ô vuông tám ô vuông bất kỳ bên cạnh                |
| ☆     | Nhảy đến một ô vuông không liền kề, vượt qua bất kỳ quân cờ nào xen vào |
| │     | Đi dọc theo một đường thẳng, đi đến bất kỳ số ô vuông trống nào         |
| ─     | Đi dọc theo một đường thẳng, đi đến bất kỳ số ô vuông trống nào         |
| ╲     | Đi dọc theo một đường thẳng, đi đến bất kỳ số ô vuông trống nào         |
| ╱     | Đi dọc theo một đường thẳng, đi đến bất kỳ số ô vuông trống nào         |

| Bảng mô tả cách di chuyển của quân cờ. |

|  |   |    |   |  |
|  | ○ | ○  | ○ |  |
|  | ○ | 玉 | ○ |  |
|  | ○ | ○  | ○ |  |
|  |   |    |   |  |

|  |   |    |   |  |
|  | ○ | ○  | ○ |  |
|  | ○ | 金 | ○ |  |
|  |   | ○  |   |  |
|  |   |    |   |  |

|  |   |    |   |  |
|  | ○ | ○  | ○ |  |
|  |   | 銀 |   |  |
|  | ○ |    | ○ |  |
|  |   |    |   |  |

|  |   |    |   |  |
|  |   | ○  |   |  |
|  | ○ | 銅 | ○ |  |
|  |   | ○  |   |  |
|  |   |    |   |  |

|  |   |    |   |  |
|  | ○ | ○  | ○ |  |
|  | ○ | 鉄 | ○ |  |
|  |   |    |   |  |
|  |   |    |   |  |

|  | ☆ |    | ☆ |  |
|  |   |    |   |  |
|  |   | 桂 |   |  |
|  |   |    |   |  |
|  |   |    |   |  |

|  |  | │  |  |  |
|  |  | │  |  |  |
|  |  | 香 |  |  |
|  |  |    |  |  |
|  |  |    |  |  |

|   |   |    |   |   |
|   |   | ○  |   |   |
| ─ | ─ | 横 | ─ | ─ |
|   |   |    |   |   |
|   |   |    |   |   |

|  |   |    |   |  |
|  | ○ |    | ○ |  |
|  |   | 虎 |   |  |
|  | ○ |    | ○ |  |
|  |   |    |   |  |

| ╲ |   |    |   | ╱ |
|   | ╲ |    | ╱ |   |
|   |   | 龍 |   |   |
|   | ╱ |    | ╲ |   |
| ╱ |   |    |   | ╲ |

|  |  | │  |
|  |  | │  |
|  |  | 車 |
|  |  | │  |
|  |  | │  |

|  |  |    |  |  |
|  |  | ○  |  |  |
|  |  | 歩 |  |  |
|  |  |    |  |  |
|  |  |    |  |  |

|  |  |    |  |  |
|  |  | ○  |  |  |
|  |  | 注 |  |  |
|  |  | ○  |  |  |
|  |  |    |  |  |

### Chiếu và chiếu hết
Khi một người chơi thực hiện một nước đi sao cho có thể bắt được Vua hoặc Thái tử của đối phương ở nước đi sau, nước đi đó được coi là chiếu Vua hoặc Thái tử; Vua hoặc Thái tử của đối thủ được cho là đang bị chiếu. Nếu Vua hoặc Thái tử của đối thủ đang bị chiếu và không có nước đi hợp lệ nào của đối thủ đó sẽ khiến Vua hoặc Thái tử thoát khỏi việc bị chiếu, thì nước đi đó cũng là chiếu hết và nguòi chơi có thể giành chiến thắng trong ván đấu một cách hiệu quả.
Người chơi không được phép thực hiện phép chiếu vĩnh viễn.

### Kết thúc ván đấu
Người chơi bắt được vua và thái tử của đối thủ (nếu có mặt) sẽ thắng trò chơi. Trong thực tế, điều này hiếm khi xảy ra, vì một người chơi sẽ đầu hàng khi bị chiếu hết, ngược lại khi thua là không thể tránh khỏi.
Người chơi thực hiện một nước đi sai luật sẽ thua ngay lập tức. (Quy tắc này có thể được nới lỏng trong các ván đấu thông thường.)
Có một cách khác có thể (nhưng khá phổ biến) để trò chơi kết thúc: lặp lại nước đi (千 日 手 sennichite). Nếu thực hiện nước đi lặp lại cùng với đối thủ quá bốn lần, thì ván đấu sẽ bị xử hòa. (Tuy nhiên, hãy nhớ lại việc cấm thực hiện phép chiếu vĩnh viễn.)